# La Ruta del Che - No callar
La Ruta del Che (No callar) es el séptimo disco del grupo español Boikot. Además, es el tercer disco, y por tanto, la última entrega de la trilogía de discos de "La Ruta del Che", una experiencia que les llevó a tocar por toda América Latina. Concretamente, este disco se grabó en Argentina, donde nació Che Guevara. El estilo es punk-rock. El CD fue lanzado a la venta en febrero del año 1999.

## Lista de canciones
1. Intro (0:22)
2. No callar (3:35)
3. No pasarán (4:07)
4. PGB (2:40)
5. Penadas por la ley (3:15)
6. Korsakov (2:56)
7. En lo triste lloramos, reimos, cantamos, luchamos y no nos callamos (3:12)
8. Quién cojones soy (3:05)
9. Trasgutoma (3:30)
10. Karraskal (2:45)
11. Estuvo bien padre (3:40)
12. Pueblos III (7:08)

## Formación
- Alberto Pla: Guitarra y coros.
- Juan "Grass": Batería.
- Juan Carlos Cabano: Voz y bajo.
- Kosta: Guitarra y coros.

- Datos: Q9018919